# Wola Gułowska
Wola Gułowska é um vilarejo no distrito administrativo da comuna de Adamów, no condado de Łuków, voivodia de Lublin, parte leste da Polônia. Localiza-se aproximadamente 7 km a sudoeste de  Adamów, 27 km a sudoeste de Łuków, e 57 km  a noroeste da sede regional Lublin.
O vilarejo tem uma população de 360 habitantes.